# Dino Scala
Dino Scala, född 21 april 1961, är en fransk sexualbrottsling och serievåldtäktsman som 2022 dömdes till 20 års fängelse för våldtäkt, försök till våldtäkt och sexuella övergrepp på över 50 flickor och kvinnor.
Dino Scala utförde sitt första övergrepp 1988 och under de kommande 30 åren kom han att genomföra ett stort antal försök till eller fullbordade våldtäkter och andra former av sexuella övergrepp tills han 2018 greps. Tillvägagångssättet var snarlikt och skedde i närheten av fransk-belgiska gränsfloden Sambre. Trots DNA-spår lyckades polisen inte hitta förövaren då han var ostraffad och hans DNA inte fanns i deras databaser. 
Det dröjde ända till 2018 innan Scala kunde identifieras och gripas. Det skedde efter en misslyckad attack den 5 februari 2018 när övervakningskameror fångade hans grå Peugeot 206 och en del av registreringsnumret. Han arresterades den 26 februari 2018. Rättegången mot honom inleddes den 10 juni 2022, och han fälldes på 54 av 56 åtalspunkter och dömdes till 20 års fängelse. Utredare misstänker dock att han gjort sig skyldig till fler brott.